# Târgu Neamț
Târgu Neamț (germană Niamtz, în ebraică și idiș  טרגו ניאמץ, în maghiară Németvásár, în latină Ante Castrum Nempch) este un oraș în județul Neamț, Moldova, România, format din localitățile componente Blebea, Humulești, Humuleștii Noi și Târgu Neamț (reședința). Localitatea este renumită pentru Cetatea Neamț, ridicată de Petru I Mușat, pentru casa unde a crescut poeta Veronica Micle și – de asemenea – prin satul (astăzi cartierul) Humulești, leagănul copilăriei povestitorului Ion Creangă. În plus, orașul este centrul unui areal din nordul județului Neamț în care se găsesc aproximativ 20 de mănăstiri ortodoxe, unele de o importantă valoare artistică și culturală, precum Văratec, Agapia sau Secu. Are o populație de 18.695 de locuitori (2011).

## Etimologia numelui
De-a lungul timpului, asupra originii toponimului Neamț au existat diferite discuții și ipoteze care nu au soluționat mulțumitor această problemă.
Bogdan Petriceicu Hasdeu 1870 consideră că Neamț e tot Neamț, adică numele de Neamț se referă la grupul de nemți (i.e., germani), poate chiar cavaleri teutoni ori sași, care au zidit Cetatea Neamț. Această ipoteză a fost susținută și de alți istorici, mai precis: Dimitrie Onciul, A. D. Xenopol, Nicolae Boierescu, Grigore Ionescu și mulți alții. Cert este că în Evul Mediu a trăit aici o importantă populație de negustori germani.
Numele orașului provine de la toponimul râului Neamț. În sprijinul acestei idei sunt și însemnările episcopului catolic Marco Bandini, care, vizitând comunitatea catolică din Târgu Neamț, în 1646, nota: „orașul este așezat lângă un râu..., de la care își ia numele” (Călători străini prin Țările Române, tomul V, 1973).
De la orașul Neamț și-a luat numele cetatea din apropiere, Cetatea Neamț, respectiv Mănăstirea Neamț. Toponimul Neamț s-a extins asupra loculului și ținutului care și-a avut centrul în oraș sau la cetate. În cele din urmă a intrat și în componența numelui Piatra, care din Piatra lui Crăciun (în maghiară Karácsonkő), cum se numea la început, a devenit Piatra Neamț.
Cetatea, aflată deasupra târgului, va avea cea mai înfloritoare perioadă în timpul lui Ștefan cel Mare, care o include în sistemul defensiv de cetăți ce aveau ca rol apărarea Moldovei. Unul din cele mai cunoscute momente de glorie ale Cetății Neamțului este în anul 1691 când a rezistat în fața atacurilor armatei poloneze conduse de Ioan III Sobieski. Această cetate a fost recondiționată și deschisă circuitului turistic.

## Geografie

### Localizare și așezare geografică
Târgu Neamț este un oraș din județul Neamț, regiunea Moldova, România. Orașul este situat în nordul județului Neamț, în vestul regiunii istorice Moldova și în nord-estul României. Orașul este situat la o altitudine medie de 365 m, pe terasa râului Ozana, un afluent al Moldovei, care se varsă în râul Siret. Prin așezarea sa, orașul se află – de asemenea – la intrarea în Depresiunea Neamțului, la poalele Culmii Pleșu, Vârful Vânători (624 m). Principale forme de relief sunt Depresiunea Neamțului (Ozana - Topolița) și dealurile și culmile ce țin de Subcarpații Moldovei: Culmea Pleșu (culme submontană) la nord, dealurile Movilelor, Humulești și Ocea la sud, și dealul Boiștea care închide valea Ozanei la est. Culmea Pleșului, cu o lungime de 24 km, situată la nord, are înălțimea maximă de 913 m. Înspre orașul Târgu Neamț, se află vârful Vânători care are altitudinea de 623 m, ce se ridică cu aproape 250 m deasupra albiei râului Ozana, printr-o pantă stâncoasă.
Înspre sud dealurile au aspect de coline datorită înăltimilor lor nu foarte mari: Dealul Movilelor (440 m), dealul Humulești (410 m), dealul Ocea (400 m). Dealul Boiștea este situat pe latura estică a orașului Târgu Neamț, pe cealaltă parte a râului Ozana, la ieșirea din depresiunea subcarpatică. Are altitudinea maximă de 582 m și străjuiește întreaga vale, mai ales că versantul nordic este mai abrupt. La baza sa se găsește satul Blebea, o mică suburbie a orașului.

### Ape
Rețeaua hidrografică de suprafață este constituită din bazinul principalei ape care tranzitează orașul - Râul Neamț cunoscut și ca Râul Ozana („cea frumos curgătoare și limpede ca cristalul” după cum o descria Ion Creangă în scrierile sale), un afluent de dreapta al Moldovei, râu de munte cu o albie foarte largă și o luncă similară, a cărui debit crește foarte mult în perioadele ploioase și scade în perioadele secetoase (nivelul apei este mic, de circa 25–50 cm). Acesta are o serie de afluenți, dintre care 3-4 pâraie mici care se varsă în dreptul orașului. Lunca și terasele Ozanei au constituit suportul pe care s-a dezvoltat orasul Târgu Neamț cu suburbiile sale, întrunind condiții favorabile pentru construcții, pomicultură, industria lemnului, etc.
Zona orașului Târgu Neamț este bogată în ape subterane de stratificație și în straturi acvifere freatice. În zona Băilor Oglinzi, stațiune situată în vecinatatea orașului Târgu Neamț, apele de stratificație apar la suprafață sub forma izvoarelor minerale. Calitatea acestor izvoare minerale a făcut ca aceste izvoare să fie folosite din cele mai vechi timpuri până în prezent. În perioada interbelică aici funcționa una din cele mai apreciate stațiuni balneare, fiind frecventată de familia regală și de către turiștii străini. Cel de-al Doilea Război Mondial a adus distrugerea acestei stațiuni în proporție de 90%, și chiar dacă între timp stațiunea a mai fost refăcută, ea nu a mai beneficiat de dotările din perioada interbelică, devenind o stațiune de interes local.
Orașul Târgu Neamț beneficiază de o pânză freatică bogată, cu debite cuprinse între 13,60 l/s și 21,00 l/s, având astfel o cantitate semnificativă de apă potabilă de foarte bună calitate, cu gust plăcut și nepoluată.

### Floră și faună

#### Flora
Flora actuală din zona Târgului Neamț este reprezentată prin păduri (situate pe culmile, dealurile și versanții montani din jur), prin pajiști, prin vegetație de luncă și prin vegetație specifică versanților cu terenuri degradate. Printre arborii care formează pădurile din jurul orașului se numără: fagul, gorunul, carpenul și mesteacănul - în zonele de deal; stejarul - în zona de terasă dintre Ozana și Nemțișor; bradul, pinul, molidul și salcâmul (la poale) - în zona versanților; bradul alb, paltinul de munte, plopul tremurător și teiul argintiu - ca specii de amestec.
Gorunii seculari de lângă Văratec sunt ocrotiți, fiind cuprinși în rezervația Codrii de Aramă (9 ha), iar mestecenii seculari din aceeași zonă aparțin rezervației Pădurea de Argint (0,5 ha). O mare parte din stejari se regăsesc în pădurea cu arbori seculari de la Vânători, în prezent rezervația naturală Braniștea, cu o suprafață de 55 ha.
Din cauza umbrei dese din pădure, în general, arbuștii lipsesc, izolat regăsindu-se păducelul (Cratageus monogyna), alunul (Corylus avellana), socul (Sambucus nigra) și zmeura (Rubus idaeus). Din aceeași cauză, cele mai întâlnite plante sunt vinerița și breiul. Pe lângă aceste plante, mai apar și ferigi (Dryopteris filix mas), apoi diverse plante cu flori: coltișor (Dentaria bulbifera), floarea-paștelui (Anemone nemorosa), măcrișul-iepurelui (Oxalis acetosella), ciocul-berzei (Geranium sanguineum), etc. Vegetația ierboasă din păduri mai este reprezentată, numai primavara, prin câteva plante efemeroide (trei răi - Hepatica nobilis; brebenei - Coryadilis solida; păștița - Anemone ramunculoides; horști - Luzula pilosa, etc).

#### Fauna
Fauna este caracteristică zonei subcarpatice din apropierea orașului. Speciile de interes cinegetic sunt numeroase: căprioara (Capreolus capreolus), mistrețul (Sus scropha), jderul (Martes martes, Martes foina), vulpea (Vulpes vulpes) și iepurele (Lepus europaeus). Ursul (Ursus arctos) coboară din zona montană, extinzându-și arealul în dealurile subcarpatice, dar este rar întâlnit. În apropierea Mănăstirii Neamț, în Rezervația „Dragoș Vodă” de la Dumbrava, se cresc în captivitate zimbri, animalul simbolic al Moldovei. În păduri și livezi pot fi văzute veverița (Sciurus vulgaris), șoarecele gulerat (Apodemus flavicollis), pârșul mare (Glis glis), șoimulețul de seară Falco vespertinus), ciocănitoarea verzuie (Picus canus), sturzul cântător (Turdus philomelos), porumbelul gulerat (Columba palumbus), etc.

### Clima
Prin poziția sa, în Depresiunea Neamțului, închisă spre vest de Munții Carpați, iar spre nord și est de culmi și dealuri subcarpatice, cu rol de obstacol în calea maselor de aer subpolar sau continental, orașul Târgu Neamț are parte de factori climatogeni ce prezintă particularități specifice, datorită caracterului de adăpost, altitudinii și orientării reliefului. Localizarea pe paralela de 47°12', latitudine nordică, determină o insolație moderată tot timpul anului, favorizată și de expunerea reliefului predominant spre sud-est. În ceea ce privește circulația generală a atmosferei aceasta este dominată de masele de aer maritim din vest și nord-vest, continentalizate după escaladarea Carpaților și modificate prin caracteristicile de umezeală. O frecvență mare au și masele de aer continental din est și nord-est, reci iarna și calde și uscate în timpul verii. Sunt numeroase invaziile de aer rece de origine subpolară de la nord, cât și pătrunderea de aer din părțile posterioare ale ciclonilor care se deplasează din vestul Europei. Așezarea orașului Târgu Neamț într-o zonă de adăpost climatic atenuează influențele extreme ale caracteristicilor maselor de aer.
Temperatura medie anuală a aerului este de 8,2 °C. Luna cu temperatura medie cea mai coborâtă este ianuarie (-3,8 °C), iar luna cu temperatura cea mai ridicată este iulie (19,5 °C), rezultând o amplitudine termică medie anuală de 23,3 °C, care ne arată că la Târgu Neamț climatul este temperat-continental moderat. Cea mai coborâtă valoare termică înregistrată în aer la Târgu Neamț a fost de -29,1 °C (02.01.1909) iar cea mai ridicată a fost de 37,0 °C (17.08.1952).

## Demografie
Componența etnică a orașului Târgu Neamț
     Români (82,79%)
     Romi (1,92%)
     Alte etnii (0,12%)
     Necunoscută (15,17%)
Componența confesională a orașului Târgu Neamț
     Ortodocși (82,58%)
     Alte religii (1,68%)
     Necunoscută (15,74%)
Conform recensământului efectuat în 2021, populația orașului Târgu Neamț se ridică la 18.029 de locuitori, în scădere față de recensământul anterior din 2011, când fuseseră înregistrați 18.695 de locuitori. Majoritatea locuitorilor sunt români (82,79%), cu o minoritate de romi (1,92%), iar pentru 15,17% nu se cunoaște apartenența etnică. Din punct de vedere confesional, majoritatea locuitorilor sunt ortodocși (82,58%), iar pentru 15,74% nu se cunoaște apartenența confesională.

Harta orașului

### Populația istorică
Prima înregistrare oficială a populației orașului se face în 1772, reluată în 1774, de către administrația rusă, din necesități de întreținere a armatei în războiul ruso - turc (1769 - 1774). Populația orașului a crescut constant de-a lungul istoriei, mai ales începând cu a doua jumătate a secolului al XIX-lea. În această perioadă, au sosit în oraș mulți români din Transilvania (în special din Mărginimea Sibiului și Țara Făgărașului), precum și evrei din Galiția și Imperiul Țarist. În perioada interbelică, populația evreiască devenise numeroasă, reprezentând aproximativ o treime din populația orașului, conform recensământului din 1930.
Imediat după 1989 a urmat un exod al populației din Târgu Neamț către comunele și satele învecinate, datorită închiderii fabricilor din oraș și al declinului calității vieții. După anul 2000, mulți locuitori au emigrat către statele vest-europene, în special Spania și Italia. Acești factori au condus la scăderea populației, tendință care a diminuat după anul 2002. Începând cu 2007, populația a început din nou să crească, datorită reîntoarcerii unei părți din locuitorii plecați în vestul Europei și al unui flux de cetățeni din părți mai sărace ale Moldovei.

### Structura pe etnii și religioasă
Târgu Neamț - evoluția demografică

0500010.00015.00020.00025.00019121948196619922011populațiePopulația istorică din Târgu Neamț
Date: Recensăminte sau birourile de statistică - grafică realizată de Wikipedia

Dacă în 1913 urbea număra 9.216 locuitori, în 1927 populația orașului ajunsese la 10.124 suflete, din care 7.170 români, 2.773 evrei restul fiind de alte naționalități. Numărul de evrei va scădea vertiginos în perioada comunistă.
La 1 ianuarie 1993, în orașul Târgu Neamț locuiau 22.396 persoane, dintre care 11.505 de sex femeiesc și 10.891 de sex bărbătesc. Ca structură etnică, 22.102 sunt români, alături de care locuiesc 112 romi, 34 evrei, 12 germani și 119 alte naționalități. După religie, 21.811 (97,4%) sunt ortodocși, 116 sunt ortodocși de stil vechi, 66 adepți ai religiei creștine dupa evanghelie, 26 adventiști, 82 romano-catolici, 40 adepți ai cultului mozaic, 22 martori ai lui Iehova, 9 penticostali, 187 alte religii.

## Istorie
Din punct de vedere al vestigiilor arheologice, în arealul orașului Târgu Neamț a existat una din cele mai vechi așezări locuite din zona Moldovei, ele datând din neolitic și epoca bronzului. Cele mai vechi dovezi de locuire s-au găsit în zona Băilor Oglinzi (zona izvoarelor sărate), și anume ceramică ce datează din perioada culturii Starčevo-Criș (mileniul VI-V î.d. Hr.). Cultura aceasta a fost urmată de cultura Precucuteni (mileniu V-IV î.d. Hr.) și apoi civilizația Cucuteni (până în mileniul III î.d.Hr.), culturi atestate de descoperirile facute la Pometea, Lunca, Târpești, Oglinzi, etc.
În anul 1847, atunci când s-au început săpăturile pentru Spitalul Orășenesc, s-au descoperit, de asemenea, urmele unei posibile cetăți dacice.
În epoca feudală exista în această zonă o așezare stabilă și evoluată, care, datorită situării sale la intersecție de drumuri comerciale de mare importanță, și-a câștigat repede statutul de târg. Acest statut a fost câștigat mai ales după secolul al XII-lea, după venirea și stabilirea aici a mai multor sași din zona Flandrei, atunci când s-a adoptat pentru așezarea deja existentă modelul de organizare a orașelor transilvănene, iar ocupațiile locuitorilor s-au extins și la meșteșugurile practicate de sași.

### Târgul medieval

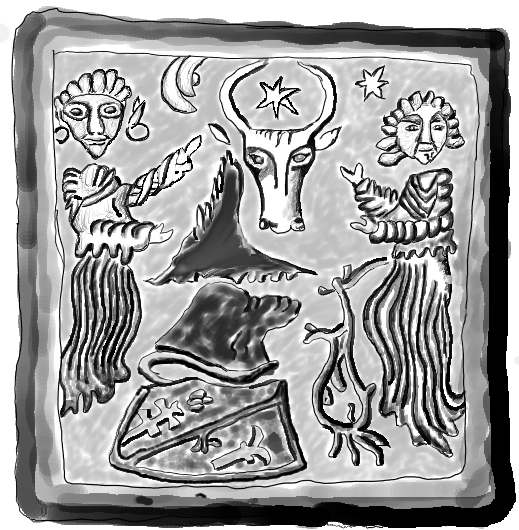
Teracotă cu stema Moldovei descoperită la Cetatea Neamțului

Din punct de vedere al dovezilor scrise, Târgu Neamț este unul din cele mai vechi orașe din Moldova, fiind atestat documentar la sfârșitul anilor 1300 (Letopisețul Novgorodului - cunoscut și ca „Lista rusă de orașe”, datat între 1387-1392), din timpul domniei lui Petru vodă, când se construiește și Cetatea Neamțului. Toponimul Neamț este menționat întâia oară în lista rusă de orașe „valahe” - adică românești - întocmită între anii 1387 și 1392, unde este înscris „Neamțul în munți”. Ulterior, regele Ungariei Sigismund de Luxemburg a folosit acest toponim „ante castrum Nempch” (înaintea Cetății Neamț) într-un act emis în ziua de 2 februarie 1395, cu ocazia unei incursiuni în Moldova, urmată de o lupta la Ghindăoani,unde a fost învins de domnul Ștefan I.
La 7 ianuarie 1403 toponimul Neamț apare într-un document al cancelariei Moldovei, unde domnul țării, Alexandru cel Bun, menționa pe boierul pan Sansru de la Neamț ca făcând parte din sfatul domnesc. Apoi termenul apare din ce în ce mai des în documentele vremii.
Între timp Târgu Neamț a devenit, datorită poziției și importanței economice, Centru Vamal cu Pecete, localitate cu însemne proprii, gen cruci, săgeți ș.a.. „Pecetea cea mare” a orașului a fost folosită pe un zapis scris cu litere slavone la Neamț, la data de 25 ianuarie 1599, și avea caracteristici gotice S. CIVIUM DE NIMCZ (Sigiul orașenilor din Neamț). În acea perioadă, în afara zonei Transilvaniei, au mai existat doar trei orașe care au avut propriul sigiliu latinesc (Baia, Roman și Câmpulung-Muscel).
Datorită dezvoltării economice, Târgu Neamț a devenit și capitală de ținut, având în perioada secolelor XV-XVI o situație foarte bună, mai ales ca ținutul arondat aparținea domnitorilor, iar Cetatea Neamțului era loc de adăpost pentru familiile domnești, atunci când era nevoie.

### Declinul
În secolul al XVII-lea a urmat o perioadă de decădere a orașului, datorată îndeosebi războaielor dese și drept urmare a atacării la fel de dese a cetății, respectiv orașului. În secolul al XVIII-lea, datorită domniilor fanariote impuse de Imperiul Otoman, orașul nu mai atinge perioada înfloritoare anterioară, mai ales că Mihail Racoviță distruge Cetatea Neamțului în 1718, la cererea a turcilor nemulțumiți de rezistența întâmpinată anterior din partea acestei cetăți. Orașul începe să decadă economic și datorită mutării capitalei Moldovei la Iași, s-a diminuat caracterul strategic al așezării.

### Epoca modernă
O revenire a orașului se va observa odată cu venirea evreilor și îndeosebi a transilvănenilor în secolul al XIX-lea. Transilvăneni au venit mai ales din zona Sibiului și mai apoi a Făgărașului, iar principala lor ocupație era oieritul. Primii dintre ei s-au așezat sub cetate, formând mahalaua Țuțuieni (adică a oierilor), iar cei veniți mai târziu s-au stabilit în Blebea sau Humulești. Aceștia au adus odată cu ei și meșteșugurile aferente creșterii oilor și ovinelor, cum ar fi producția de produse lactate, producția de țesături de lână, de in, ș.a.. O dovadă a noii dezvoltări a orașului este că la mijlocul sec. al XIX-lea, Mihail Kogălniceanu fonda în Târgu Neamț prima fabrică integrată de lână din Moldova, cu un proces tehnologic avansat, cu utilaje aduse din Germania. O altă dovadă a dezvoltării, îndeosebi a celei sociale, o reprezintă faptul că la 16 octombrie 1852 domnitorul Grigore Ghica, mitropolitul Moldovei și starețul Mânăstirii Neamț, în prezența unei mulțimi apreciabile de oameni ai locului, inaugurau spitalul (care există și astăzi), spițeria și școala domnească (unde a învățat și Ion Creangă - actualul Muzeu de Istorie), instituții construite de către Mânăstirea Neamț, cea care primise Ținutul Neamțului drept danie de la domnitorul Constantin Racoviță, cu mult timp în urmă.
Adunarea Legiuitoare (Parlamentul de azi) a României a votat în anul 1863, ca urmare a reformelor lansate de Al. I. Cuza, „Legea privitoare la seculizarea averilor mânăstirești și trecerea lor în proprietatea statului”, ceea ce a permis orașului Târgu Neamț să devină de sine stătător și nu sub conducerea și stăpânirea Mânăstirii Neamț. La sfârșitul secolului al XIX-lea, Târgu Neamț era o comună urbană, reședință a plășii de Sus-Mijlocul a județului Neamț și formată din diviziunile Neamțul, Berăria, Boiștea, Haralambie, Pârâul-Ursului, Pometea, Prundu și Țuțuieni, având în total 6690 de locuitori. În oraș se aflau un spital, două școli primare de băieți, cu 276 de elevi, și una de fete, cu 136 de eleve, opt biserici ortodoxe, mai multe sinagogi. La acea vreme, pe teritoriul actual al orașului mai funcționa în aceeași plasă și comuna Humulești, formată din satele Humulești, Săcălușești, Topolița, Ocea și Țolicea, având în total 2339 de locuitori. În comuna Humulești existau cinci mori, patru biserici, o școală și o fabrică de spirt.
Dezvoltarea și perioada înfloritoare a orașului va continua până la începutul secolului al XX-lea, mai exact până în 1916, atunci când, odată cu începerea Primului Război Mondial, orașul suferă o decădere evidentă ca urmare a stării de război. După încetarea războiului, în perioada interbelică, orașul cunoaște în continuare o perioadă de prosperitate, care însă a fost urmată de perioada grea din timpul celui de al Doilea Război Mondial, atunci când linia frontului s-a aflat situată în interiorul și apropierea orașului, ceea ce a dus la distrugerea orașului și evacuarea populației. Anuarul Socec din 1925 consemnează orașul drept reședință a plășii Cetatea-Neamțu, având 9082 de locuitori; comuna Humulești nu mai exista, satele ei fiind probabil arondate orașului.

### Perioada contemporană
După cel de-al Doilea Război Mondial, în perioada comunistă, Târgu Neamț a fost un oraș care nu a prezentat un interes deosebit pentru autoritățile comuniste, în ceea ce privește dezvoltarea economică, ceea ce a făcut ca orașul să nu mai ajungă la situația înfloritoare din perioada interbelică și antebelică. Totuși, între 1950 și 1968, Târgu Neamț a fost reședința raionului cu același nume din cadrul regiunii Bacău. În 1968, el a revenit la județul Neamț, reînființat.
Din 1989, după o primă perioadă de decădere și reorganizare, orașul începe să se îndrepte spre o nouă perioadă de dezvoltare și înflorire.

## Monumente istorice

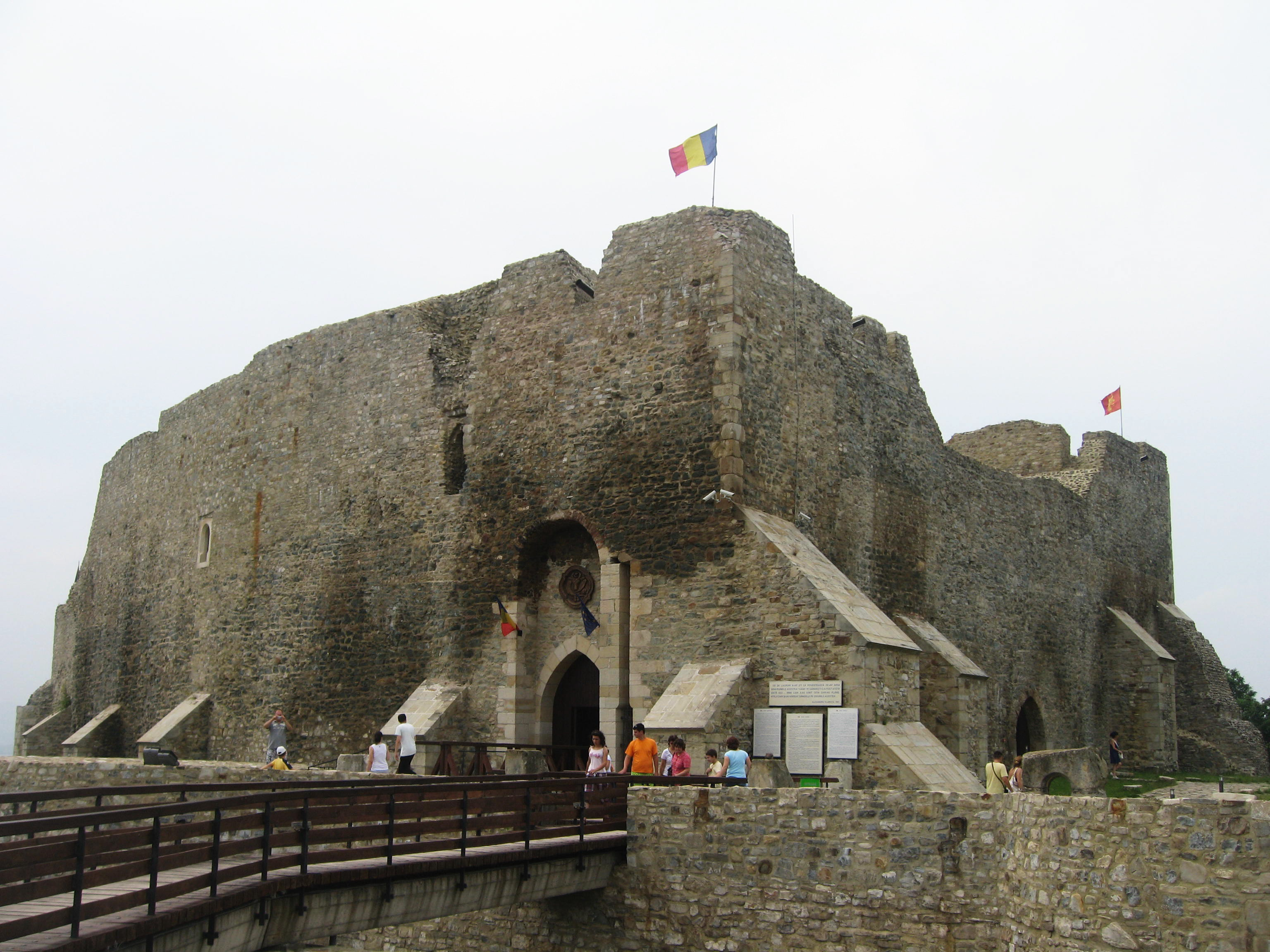
Cetatea Neamț, monument istoric de interes național

În orașul Târgu Neamț se află două monumente istorice de interes național — Cetatea Neamț (secolele al XIV-lea–al XVII-lea), monument de arhitectură; și muzeul-casă memorială „Ion Creangă” (1833) din localitatea Humulești, clasificat ca monument memorial sau funerar.
În rest, alte paisprezece obiective din oraș sunt incluse în lista monumentelor istorice din județul Neamț ca monumente de interes local. Douăsprezece sunt clasificate ca monumente de arhitectură: centrul istoric (mijlocul secolului al XIX-lea–începutul secolului al XX-lea); casa din strada Mărășești, numărul 103 (secolul al XIX-lea); Clubul Elevilor (secolul al XIX-lea); biserica „Sfântul Gheorghe” (1808); spitalul (1852); Școala Domnească (1852), astăzi muzeu de istorie și etnografie; poșta veche (secolul al XIX-lea); Pretura (sfârșitul secolului al XIX-lea), astăzi bibliotecă orășenească; actualul sediu al fundației „Omenia” (circa 1900); casa Cristescu (circa 1900); casa din strada Ștefan cel Mare, numărul 88 (sfârșitul secolului al XIX-lea); și gimnaziul „Regina Maria” (1918), astăzi club sportiv. Monumentul eroilor vânători de munte din Primul Război Mondial (ridicat în 1939) este clasificat ca monument de for public, iar muzeul-casă memorială „Veronica Micle” este clasificat ca monument memorial sau funerar.

## Politică și administrație
Orașul Târgu Neamț este administrat de un primar și un consiliu local compus din 19 consilieri. Primarul, Vasile Apopei[*], de la Partidul Social Democrat, este în funcție din 1 noiembrie 2024. Începând cu alegerile locale din 2024, consiliul local are următoarea componență pe partide politice:
|  | Partid                          | Consilieri | Componența Consiliului | Componența Consiliului | Componența Consiliului | Componența Consiliului | Componența Consiliului | Componența Consiliului | Componența Consiliului | Componența Consiliului |
|  | ------------------------------- | ---------- | ---------------------- | ---------------------- | ---------------------- | ---------------------- | ---------------------- | ---------------------- | ---------------------- | ---------------------- |
|  | Partidul Social Democrat        | 8          |                        |                        |                        |                        |                        |                        |                        |                        |
|  | Partidul Național Liberal       | 5          |                        |                        |                        |                        |                        |                        |                        |                        |
|  | Alianța pentru Unirea Românilor | 2          |                        |                        |                        |                        |                        |                        |                        |                        |
|  | Uniunea Salvați România         | 2          |                        |                        |                        |                        |                        |                        |                        |                        |
|  | Partidul S.O.S. România         | 1          |                        |                        |                        |                        |                        |                        |                        |                        |
|  | Vrînceanu Maria                 | 1          |                        |                        |                        |                        |                        |                        |                        |                        |

### Cartiere
| - Centru - Bariera - Țuțuieni - Condreni - Pometea | - Gară - Humulești - Humuleștii Noi | - Blebea - Băile Oglinzi - Stadion |

## Relații externe

### Orașe înfrățite
- Dendermonde, Belgia (1995)
- Quing Zhon, China (1995)
- Panazol, Franța (1997)
- Saint-Just-Saint-Rambert, Franța (1999)
- Telenești, Republica Moldova (1998)

## Transporturi

### Transporturi externe

#### Rutiere
Orașul este traversat de șoseaua națională DN15C, care leagă Piatra Neamț de Fălticeni. La Târgu Neamț, acest drum se intersectează cu șoseaua națională DN15B, care leagă orașul spre vest de Poiana Largului (la coada lacului Izvorul Muntelui) și spre est de DN2 la Cristești.

#### Aeriene
Cel mai apropiat aeroport este cel din Salcea-Suceava, aflat la 65 de kilometri. Acesta are curse regulate cu București și Timișoara. În apropiere mai sunt Aeroportul Internațional Iași, care are curse regulate cu Viena, Budapesta, București, Constanța și Timișoara, și Aeroportul Internațional Bacău care are curse regulate către orașe din Italia (Bologna, Milano, Roma, Torino), București și Timișoara.

#### Feroviare
Gara Târgu Neamț este capăt de linie pentru o cale ferată secundară, simplă și electrificată, care o leagă de Pașcani (oraș cu gară pe o magistrală principală, ce leagă Bucureștiul de Suceava și de frontiera nordică a țării, cu Ucraina. Calea ferată cu plecare din Târgu Neamț este exploatată de CFR Călători și este deservită de 4 perechi de trenuri regio pe zi (între orele 5:29 și 20:25, din care una circulă spre Iași.

### Transporturi interne

#### Autobuze
Din 2008 s-au dat în funcțiune câteva linii de microbuz de la autogară spre gară, spre comunele vecine sau spre cartierele Stadion și Băile Oglinzi. Acestea asigură transportul public. De asemenea, există autocare spre Piatra Neamț, Roman, Bacău sau Iași.

#### Taxi
Companiile de taxiuri care s-au dezvoltat în ultimii ani dețin aproximativ 50-60 de mașini.

## Economie
Deși în perioada comunistă, industria era bine reprezentată prin intreprinderi ca VOLVATIR SA, Unirea', Arta Decorativă, Fabrica de cauciuc sau Fabrica de mobilă Târgu Neamț, astăzi turismul este principala activitate și sursă de venituri pentru oraș. Vechile fabrici au fost închise sau privatizate, iar multe dintre ele s-au reprofilat. Singurele industrii importante rămase sunt cea a prelucrării lemnului (ex: Euroforest - care din pacate a falimentat si aceasta), cea textilă (ex: Euroconf, Sofiaman, Cetatea S.A.) sau cea a prelucrării metalelor (ex: Cuiul, Arco Trust) .

## Educație și cultură
În Târgu Neamț există o tradiție a învățământului care a început odată cu deschiderea Școlii Domnești în 1853 și deschiderea, 5 ani mai târziu (1858), a primei școli publice pentru fete, „Școala Nr. 1 de Fete” în casele lui Mihail Kogălniceanu. Astăzi, cea mai prestigioasă instituție de învățământ este Colegiul Național „Ștefan cel Mare”. În oraș există o casă de cultură și o bibliotecă orășenească.

### Școli și licee
- Colegiul Național „Ștefan cel Mare”
- Colegiul Tehnic „Ion Creangă”
- Liceul  „Vasile Conta”
- Seminarul Teologic Liceal Ortodox „Veniamin Costache” - Mănăstirea Neamț
- Seminarul Teologic Liceal Monahal Ortodox „Cuvioasa Paraschiva” - Agapia
- Școala Generală Nr. 5 "Mihail Kogalniceanu"
- Școala nr. 2 „Grigore Ghica-Vodă”
- Școala Generală Nr. 3 „Ion Creangă” - Humulești
- Școala Generală Nr. 1
- Clubul sportiv școlar
- Clubul Copiilor Târgu Neamț

### Muzee
- Muzeul de Istorie, Arheologie și Etnografie Târgu Neamț (muzeul se află în clădirea fostei Școli Domnești din Târgu Neamț) - printre altele, colecții valoroase de ceramică aparținând culturilor Cucuteni, Precucuteni și Starcevo-Criș
- Muzeul de Etnografie, Folclor, Istorie și măști tradiționale „Nicolae Popa” de la Târpești
- Casa memorială „Ion Creangă” din Humulești - aflată în Humulești, aproape de malul Ozanei, casa a rămas neschimbată timp de 150 de ani.
- Casa Memorială „Veronica Micle” - Veronica Micle a locuit câțiva ani din deceniul 8 al secolului XIX în această casă
- Casa Memorială „Mihail Sadoveanu” (Vânători Neamț) - fosta casă de vacanță a scriitorului
- Casa Memorială „Alexandru Vlahuță” din Agapia

### Biblioteci
- Biblioteca Orășenească Târgu Neamț
- Biblioteca Mănăstirii Neamț
- Biblioteca Mănăstirii Agapia

### Edituri
- Editura Dianusa
- Editura Alfa
- Editura Mănăstirea Sihăstrie

### Festivaluri și evenimente culturale
- Festivalul obiceiurilor și tradițiilor de Anul Nou - Parada si concursul măștilor și a formațiilor de urători - 2 ianuarie, Târgu Neamț
- "Ziua Cetății Neamțului" - Spectacol festiv medieval - 1-2 iulie, Cetatea Neamțului
- "Zilele orașului Târgu Neamț" - 6-8 septembrie
- "Hramul orasului" - 8 septembrie
- "Târgul meșterilor populari" - 7-8 septembrie, Târgu Neamț
- "Zilele Ion Creangă" - 14-16 decembrie, Humulești, Târgu Neamț
- MedievArtFest Tirgu Neamt 3-5 iulie 2015 ( https://www.youtube.com/watch?v=z80y4l4wsbY )

## Viața spirituală
Orașul, aflându-se în apropierea mai multor mânăstiri, are o viață spirituală bogată. În Târgu Neamț își are sediul o protoierie ortodoxă aparținând de Arhiepiscopia Iașilor. În oraș există 13 biserici ortodoxe, din care una pe stil vechi. Înainte de al Doilea Război Mondial funcționau și câteva sinagogi ale cultului mozaic.

### Lăcașuri de cult
| - Biserica „Adormirea Maicii Domnului” (1864-1874) - zidită de arh. Johan Brandel - Biserica „Sf. Haralambie” - zidită între 1852-1853 - Biserica „Sf. Gheorghe” - zidită în 1800-1808 - Biserica „Sf. Ilie” - zidită între 1837-1842 - Biserica „Sf. Nicolae” - sfințită în 1838 - Biserica „Sf. Nicolae” din Humulești - sfințită în 1908 - Biserica „Sf. Spiridon” | - Biserica „Sfinții Voievozi” - sfințită în 1857 - Biserica „Sf. Nicolae” - Paraclisul „Sf. Dimitrie” din cadrul spitalului orășenesc - Biserica „Sf. Treime” - de stil vechi - Biserica „Sfinții Voievozi” din Humuleștii Noi - Biserica „Acoperământul Maicii Domnului” din Blebea - Schitul „Sf. Mina" - Biserica "Sfintii Trei Ierarhi" Humulesti-Bejeni din 2002 - Sala Regatului a „Martorilor lui Iehova” Str. Cuza Voda 35 |

## Media
| Ziare județene - Gura Târgului (ziar local) - Monitorul de Neamț - Gazeta de Neamț - Ceahlăul - Realitatea Media (Neamț) - Vestea | Televiziune locală - Tele M Plus - Neamț TV, Târgu Neamt Radiouri locale - Radio FlashFM Târgu Neamt - 97,6 FM Arhivat în 20 aprilie 2008, la Wayback Machine. |

## Sănătate
Spitalul Târgu Neamț este unul dintre cele mai vechi spitale din Moldova, fiind inaugurat în anul 1852, ca spital al Mânăstirii Neamț . În anul 1976 a fost inaugurată și Policlinica orașului. Serviciul de ambulanță al orașului deține mașini noi, pentru a interveni în cazul urgențelor.

## Sport

### Fotbal
Echipa de fotbal a orașului, FC Cetatea Târgu Neamț a debutat în seria C1 în sezonul 2007-2008.
- Adresa:	 Bv.Ștefan cel Mare, Nr.112, Târgu-Neamț
- Anul de debut:	1974, desființată în 1996, reînființată în 2006
- Culori:	 alb-albastru (sau verde - conform RomanianSoccer)
- Stadion: "Cetatea"
- Președintele clubului: Mihai Onu
- Director Tehnic: Ioan Agafitei
- Antrenor/Jucator: Doru Botez (un fost jucător al Ceahlăului)
- Antrenor Secund/Jucator:Cosmin Bocanet

Lotul de jucători ar fi acesta:
Vlad Condur, Alex Amariei, Mihai Ciocan (portari), Dumitru Plamador, Andrei Carnareasa, Florin Sobariu, Dumitru Botez, Florian Harja, Ciprian Onisei, Radu Miron, Cosmin Bocanet, Ionut Gaman, Manuel Petrescu, Ionut Afloarei, Vlad Usturoi, Gabriel Anechitei, Daniel Apostol, Daniel Mahu, Florin Dascalescu, Dragos Patrichi, Ionut Croitoru, Mihai Iftode, Florin Sandu.
Predomină tinerii neexperimentați.
Obiectiv: rămânerea în liga 3.

### Clubul Sportiv Școlar Târgu Neamț
Clubul Sportiv Școlar Târgu Neamț a luat ființă în anul 1978 în cadrul Școlii nr. 2, cu 3 discipline: fotbal, handbal, atletism. În anii 2003-2004 Clubul Sportiv Școlar Târgu Neamț a primit în administrare de la Consiliul Local al orașului baza sportivă din incinta stadionului, respectiv sala de sport din str. 1 Decembrie 1918, în vederea organizării și desfășurării de competiții sportive oficiale și a orelor de antrenament pentru disciplinele sportive – atletism, fotbal, handbal, tenis, baseball.
Momentan, CSȘ Târgu Neamt detine una dintre cele mai mari baze sportive din țară: 3 terenuri de fotbal cu gazon natural, o sală de sport competițională, pistă de atletism, două terenuri de tenis de câmp cu zgură, un teren de tenis cu nocturnă și tribune, cantina cu 120 locuri, micro-hotel cu 60 de locuri de cazare în camere dotate cu TV, frigider, baie, internet. De asemenea, mai deține 2 microbuze pentru deplasări. Toate echipamentele pot fi închiriate pentru cantonamente și stagii de pregătire.
Directorii care au condus Clubul au fost: prof. Aurelian Pitrinjel, prof. Stefan Mingiuc și din 2009, prof. Dan Arnăutu.
La CSȘ Târgu Neamț a debutat și atleta Alina Rîpanu, multiplă campioană natională, vicecampioană europeană și balcanică, locul 4 la Campionatele Mondiale și locul 6 la Olimpiada din 2004 de la Atena. In 2008 din cauza unei accidentări a fost nevoită să se retragă din viața sportivă.
Printre sportivii de succes ai CSȘ se numără și: Doru Botez - fotbal, Ceahlăul Piatra Neamț, Gabriela Mihalschi - HCM Baia Mare, Diana Ciubotaru - Lotul național de Tineret, HCM Roman handbal, Mariuta Mihai - atletism, Târgu Neamț.

## Turism

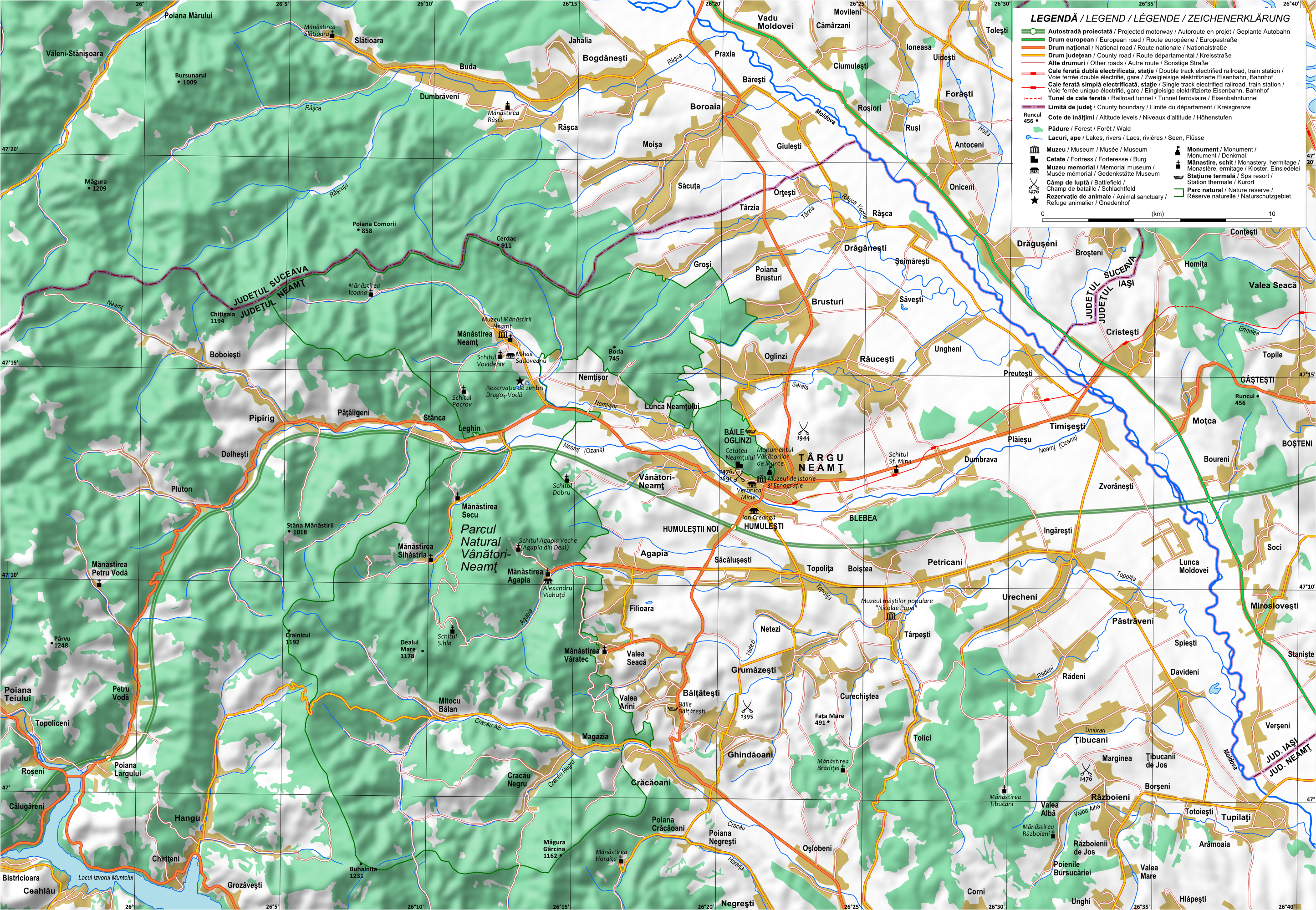
Harta împrejurimilor orașului

Cetatea Neamțului - gravură din 1845

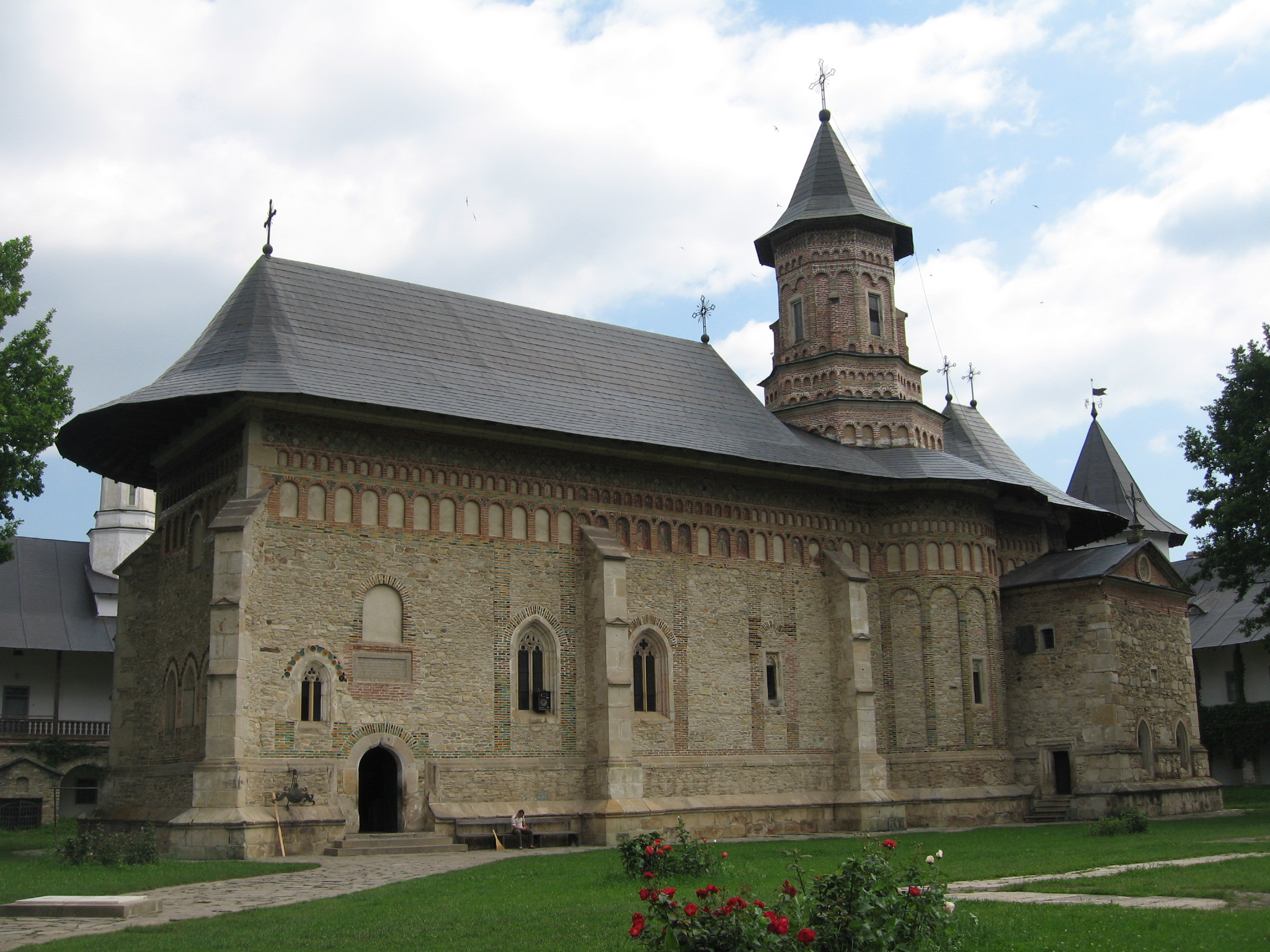
Mănăstirea Neamț

Turismul este foarte dezvoltat în zonă. Există muzee, case memoriale, parcuri, mănăstiri, hoteluri și pensiuni.

### Clădiri și locuri
Puncte de interes în oraș și în apropiere sunt: 
- Cetatea Neamțului - construită de Petru I Mușat și întărită de Ștefan cel Mare, cetatea a fost în Evul Mediu principala fortificație care apăra capitala Moldovei, Suceava, dinspre sud. Odată cu mutarea capitalei la Iași, importanța ei a scăzut [10].
- Casa memorială Ion Creangă de la Humulești - aflată în Humulești, aproape de malul Ozanei, casa a rămas neschimbată timp de 150 de ani.
- Casa memorială Veronica Micle din Târgu Neamț - Veronica Micle a locuit câțiva ani din deceniul 8 al secolului XIX în această casă [20].
- Casa Memorială „Mihail Sadoveanu” (Vânători Neamț) - fosta casă de vacanță a scriitorului.
- Casa Memorială „Alexandru Vlahuță” din Agapia - amenajată într-o chilie de lângă Mănăstirea Agapia
- Monumentul Eroilor (Culmea Pleșu) - ridicat în 1938-1939 în cinstea soldaților din primul batalion românesc de vânători de munte, constituit la Târgu Neamț, căzuți în timpul Primului Război Mondial. La inaugurarea monumentului au participat regele Carol al II-lea și primul-ministru Armand Călinescu.
- Băile Oglinzi - stațiune renumită în perioada interbelică, astăzi aflată în declin datorită lipsei de investiții [21].
- Stațiunea Bălțătești - stațiune renumită în perioada interbelică și de interes zonal în perioada comunistă, astăzi aflată în posesia Ministerului Apărării
- Rezervația de Zimbri și animale sălbatice „Dragoș Vodă” de la Neamț (în drumul spre Mănăstirea Neamț)
- Codrii de Aramă - o pădure de goruni seculari
- Codrii de Argint, o pădure de mesteceni de 200 de ani
- Depozitul de armăsari Dumbrava - fosta herghelie regală

### Muzee
- Muzeul de Istorie, Arheologie și Etnografie Târgu Neamț (muzeul se află în clădirea fostei Școli Domnești din Târgu Neamț) - printre altele, colecții valoroase de ceramică aparținând culturilor Cucuteni, Precucuteni și Starcevo-Criș
- Muzeul de Etnografie, Folclor, Istorie și măști tradiționale "Nicolae Popa" de la Târpești

### Mănăstiri ortodoxe
Următoarele mânăstiri se află la doar câțiva kilometri de Târgu Neamț:
- Mănăstirea Agapia - interiorul bisericii mânăstirii a fost pictat de Nicolae Grigorescu
- Mănăstirea Văratec - aici este înmormântată Veronica Micle
- Mănăstirea Neamț - la Neamț este cea mai mare și mai veche bibliotecă mănăstirească din Moldova
- Mănăstirea Secu - de această mănăstire se leagă numele Sf. Mitropolit Varlaam al Moldovei
- Mănăstirea Sihăstria - de acestă mănăstire se leagă numele Părintelui Cleopa
- Mănăstirea Sihla - Peștera Sfintei Teodora de la Sihla
- Mănăstirea Horaița

### Hoteluri și pensiuni
- Motel "Casa Arcașului" *** - Târgu Neamț, str. Cetății nr.1
- Hotel "Doina" *** - Târgu Neamț, str. M.Kogălniceanu nr.6-8
- Hotel "Ozana" *** - Târgu Neamt, str. Stefan cel Mare nr 196
- Hotel "Băile Oglinzi" ** - Stațiunea Oglinzi
- Pensiunea "La Cetate" *** - Târgu Neamț , str. Cetății nr. 33
- "Hanul Urșilor" ** - Com. Vânători-Neamț
- Pensiunea "Agapia" *** - Com. Agapia
- Pensiunea "Steaua Nordului" ***- Târgu Neamț, Str. Stefan cel Mare , nr. 207 F
- Pensiunea "Belvedere" *** - Târgu Neamț, Str. Mărășești nr. 215
- Pensiunea "Cassandra" *** - Târgu Neamț, Str.9 Mai nr. 1A
- Pensiunea "Căprioara" ** - Târgu Neamț
- Pensiunea "Miorița" ** - Târgu Neamț
- Pensiunea Rodica ** - Târgu Neamț, str. Pârâului nr.2
- Pensiunea "Trei stejari" ** - Târgu Neamt, str. Baile Oglinzi nr.18
- Pensiunea "Vila Bella"*** - str. Băile Oglinzi,nr. 2A, Târgu Neamț
- Pensiunea "Vila Aristocratis"**** - str. Stefan cel Mare, nr.245, Târgu Neamț
- Pensiunea "La Struți"** - intrarea în orașul Târgu Neamț, dinspre Iași, pe drumul județean 15B, 1 km
- "Han Maria"** - Com. Vânători-Neamț
- "Eden"** - Com. Agapia

## Distanțe rutiere
| - București (Capitala României) - 410 km - Constanța (Litoralul românesc sau Marea Neagră) - 530 km - Tulcea (Delta Dunării)- 395 km - Galați (Dunărea) - 300 km | - Cluj Napoca - 280 km - Brașov - 290 km - Timișoara - 590 km - Târgu Mureș - 215 km - Sibiu - 335 km |

### Orașe apropiate
| - Fălticeni (33 km N) - Pașcani (35 km E) - Piatra Neamț (45 km S) - Suceava (60 km N) - Târgu Frumos (61 km E) - Gura Humorului (64 km NV) - Roman (67 km SE) - Bicaz (71 km SV) - Buhuși (79 km S) - Solca (85 km NV) - Hârlău (88 km E) - Borsec (88 km V) - Rădăuți (93 km N) | - Botoșani (96 km NE) - Câmpulung Moldovenesc (97 km NV) - Siret (99 km N) - granița cu Ucraina - Dorohoi (99 km NE) - Iași (107 km E) - Toplița (110 km N) - Bacău (111 km S) - Gheorgheni (123 km SV) - Vatra Dornei (131 km NV) - Sculeni (131 km E) - granița cu Moldova - Vaslui (147 km SE) |

## Personalități
- Ion Creangă - Scriitor
- Vasile Conta - Filozof

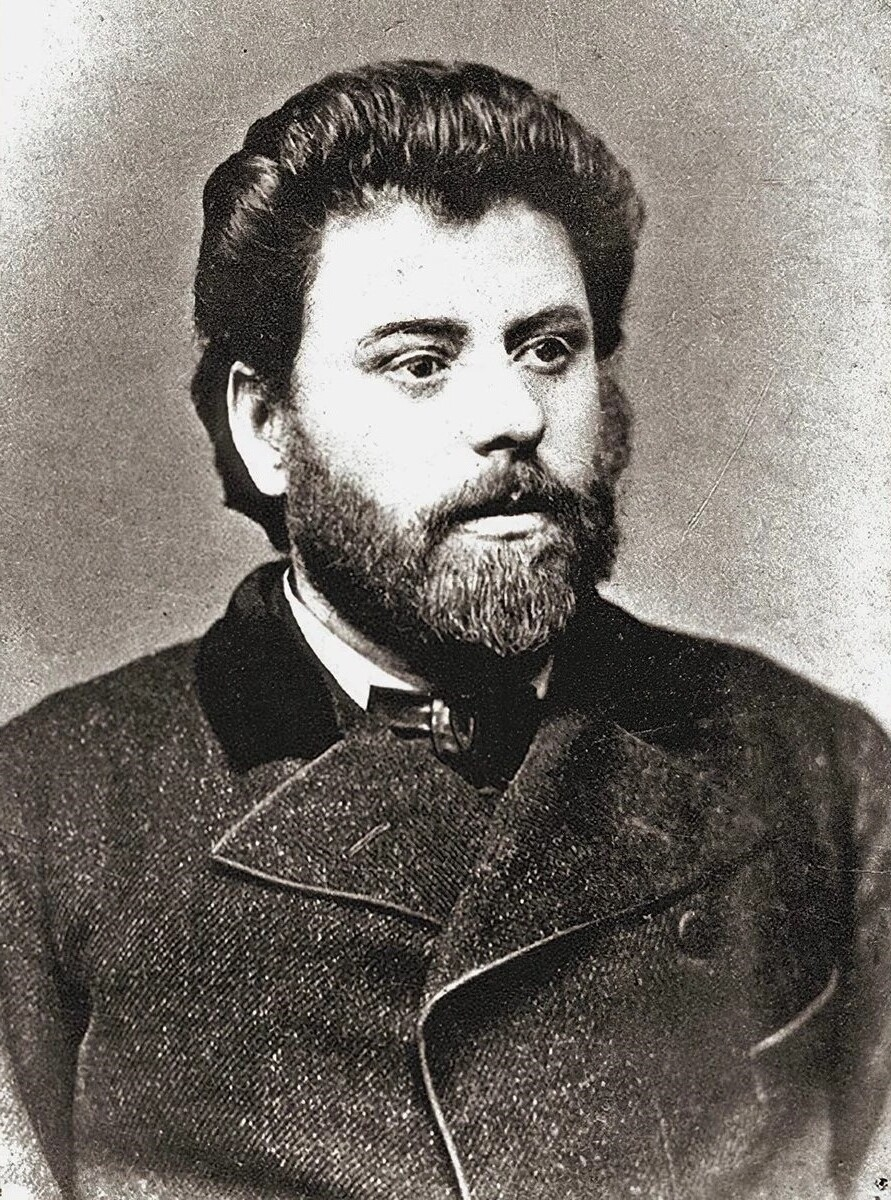
Ion Creangă

- Moshe Idel - Filosof și cercetător israelian în domeniul studiilor iudaice, mai ales al Cabalei și al misticii evreiești  Arhivat în 21 decembrie 2007, la Wayback Machine.
- Teodora de la Sihla - Sfântă a bisericii ortodoxe
- Varlaam - Mitropolit ortodox
- Veronica Micle - Poetă
- Irving Layton - Poet canadian de limbă engleză
- Rodica (Pușcatu) Arba - Sportivă (canotaj), medaliată cu aur la Olimpiadele de la Los Angeles 1984 și Seul 1988
- Mariana Simionescu - jucatoare de tenis din Romania
- Daniel Corbu - Poet, traducător, edito
- Dumitru A. Cornelson - Medic, profesor de igienă la Facultatea de Medicină din Iași și director al Institutului de Igienă din același oraș între anii 1946-1962
- Constantin Crișan - Critic literar, traducător
- Ștefan Dănilă - Generalul-maior, Șef al Statului Major General al Armatei Romane (2010-2011)
- Dorin Dănilă - Viceamiral ***, Șef al Statului Major al Forțelor Navale Romane (2006-2010)
- Gheorghe Gheorghiță - Sculptor (d.1984)
- Florin Gheorghiță - Scriitor și traducător
- Nicolaie Hantăr - Pictor bisericesc, profesor
- Nicolae Popa - Meșter popular
- Ioan Vieru (n. 1962), poet, jurnalist, editor
- Constantin Cojocariu (n. 1965), rugbist.